# Matka Boża Dobrej Rady
Matka Boża Dobrej Rady (łac. Mater boni consilii, ang. Our Lady of Good Counsel) – tytuł nadany Najświętszej Maryi Pannie, po uznaniu za cudowny obrazu znajdującego się obecnie w XIII-wiecznym kościele Augustianów w Genazzano, niedaleko Rzymu we Włoszech. Obraz o wymiarach 39,4 × 44,5 centymetrów jest freskiem wykonanym na cienkiej warstwie tynku. Odstęp między freskiem a ścianą wynosi 2,5 cm, a jedynym punktem podparcia jest dolny narożnik. Na przestrzeni wieków nabożeństwo do Matki Bożej Dobrej Rady wzrastało wśród świętych i papieży, do tego stopnia, że odniesienie do niego zostało dodane do Litanii loretańskiej. Jej święto w kalendarzu katolickim przypada 26 kwietnia.

## Tło historyczne
W V wieku, za pontyfikatu papieża Sykstusa III, miasto Genazzano leżące na południe od Rzymu, przekazało dużą część swoich dochodów na rzecz bazylika rzymskiej. W uznaniu tego w Genazzano zbudowany został kościół pod wezwaniem Matki Bożej (Santa Maria), który w 1356 został powierzony zakonowi Augustianów. Kościół ten stał się popularnym miejscem pielgrzymek. Bracia augustianie zostali poproszeni o zapewnienie posługi duchowej dla pielgrzymów, i służą im do dziś.

## Legenda

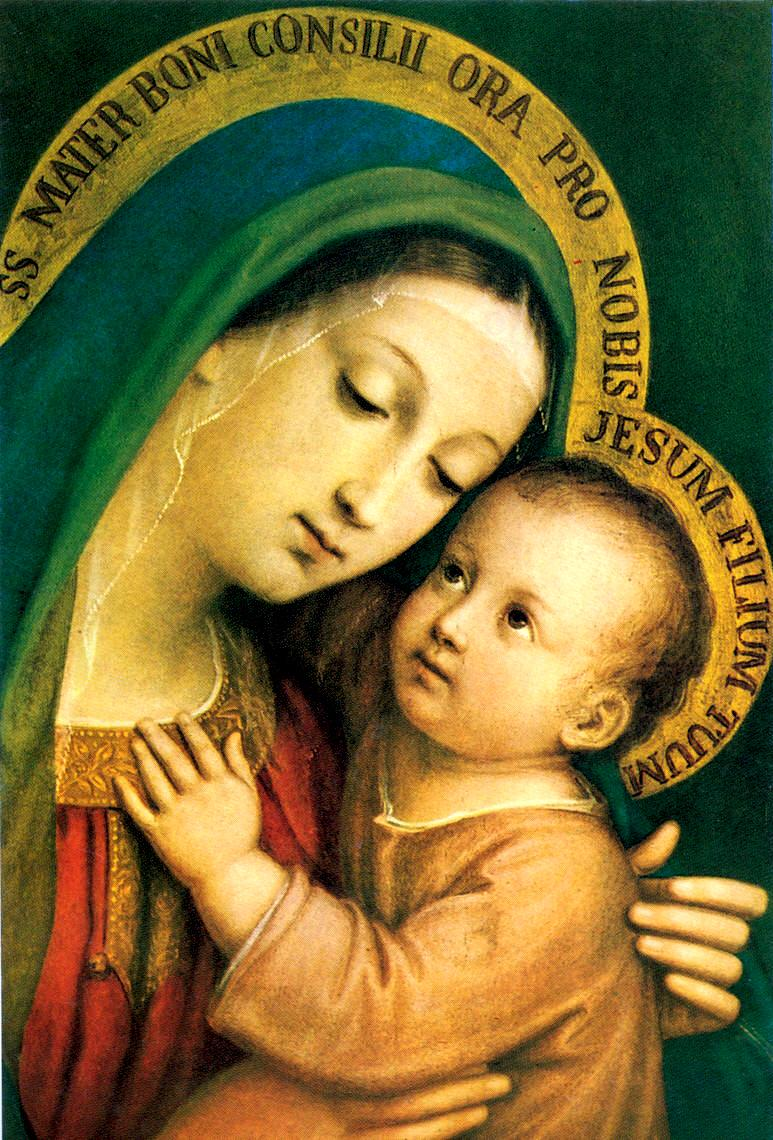
Our Lady of Good Counsel, Pasquale Sarullo, XIX wiek

Jak mówią przekazy stary kościół augustianów Santa Maria w Genazzano z czasem popadł w ruinę. Miejscowa wdowa podjęła się remontu kościoła, ale zabrakło jej funduszy, przez co ludzie wyśmiewali ją za brak przezorności. W 1467, podczas uroczystości święta Świętego Marka (25 kwietnia), mieszkańcy miasta nagle usłyszeli „wykwintną muzykę”. Mówiono, że tajemnicza chmura zstąpiła i zatarła niedokończoną ścianę kościoła parafialnego. Chmura się rozproszyła, i ludziom ukazał się piękny fresk, Matki Boskiej z Dzieciątkiem Jezus. Powszechnie wierzono, że fresk został cudownie przeniesiony z kościoła w Scutari w Albanii, gdy teren ten był oblegany przez Turków.
Obraz Matki Boskiej początkowo był nazywany „La Madonna del Paradiso”, a dziś jest szerzej znany jako „Madonna del Buon Consiglio” (Matka Boża Dobrej Rady). 
Reputacja świętego obrazu była tak silna, że papież Urban VIII w 1630 odbył doń pielgrzymkę, błagając Królową Niebios o ochronę, podobnie jak papież Pius IX w 1864. 22 listopada 1682 papież Innocenty XI kanonicznie koronował obraz. Pod obrazem modlili się m.in. św. Alojzy Gonzaga, św. Alfons Maria Liguori, św. Jan Bosco i bł. Stefan Bellesini, a także papież św. Jan Paweł II.

## Historia
Eksperci artystyczni, po konsultacji podczas prac konserwatorskich przeprowadzonych w latach 1957–1959, stwierdzili, że obraz Madonny był kiedyś częścią większego fresku pokrywającego ścianę, a następnie został pokryty tynkiem. Uważają, że fresk jest prawdopodobnie dziełem Gentile da Fabriano, artysty z początku XV wieku, prawdopodobnie namalowanym w czasach papieża Marcina V (1417-1431). 

## Nabożeństwa
22 kwietnia 1903 papież Leon XIII włączył do litanii loretańskiej inwokację „Mater boni consilii”. W 1939 papież Sługa Boży Pius XII oddał swój pontyfikat pod macierzyńską opiekę Matki Bożej Dobrej Rady i napisał do niej modlitwę. 

## Cześć
Zakon augustianów przyczynił się do szerzenia tego nabożeństwa na arenie międzynarodowej. W 1753 papież Benedykt XIV ustanowił Pious Union of Our Lady of Good Counsel (Bractwo Matki Bożej Dobrej Rady). Leon XIII, który sam był członkiem Bractwa, był głęboko przywiązany do tego nabożeństwa.
Dla szerzenia kultu Matki Bożej Dobrej Rady powstawały liczne bractwa i stowarzyszenia, a także zgromadzenia zakonne. W 1881 Jadwiga Zamojska założyła w Paryżu Stowarzyszenie Chrześcijańsko–Społeczne pod opieką MB Dobrej Rady dla kobiet niezamężnych pragnących poświęcić się Bogu i Ojczyźnie. W czasach zaborów, a następnie po odzyskaniu niepodległości, Stowarzyszenie prowadziło na ziemiach polskich szkoły gospodarcze oraz koła społeczno-religijne. Jedna ze szkół mieściła się w Zakopanem-Kuźnicach.

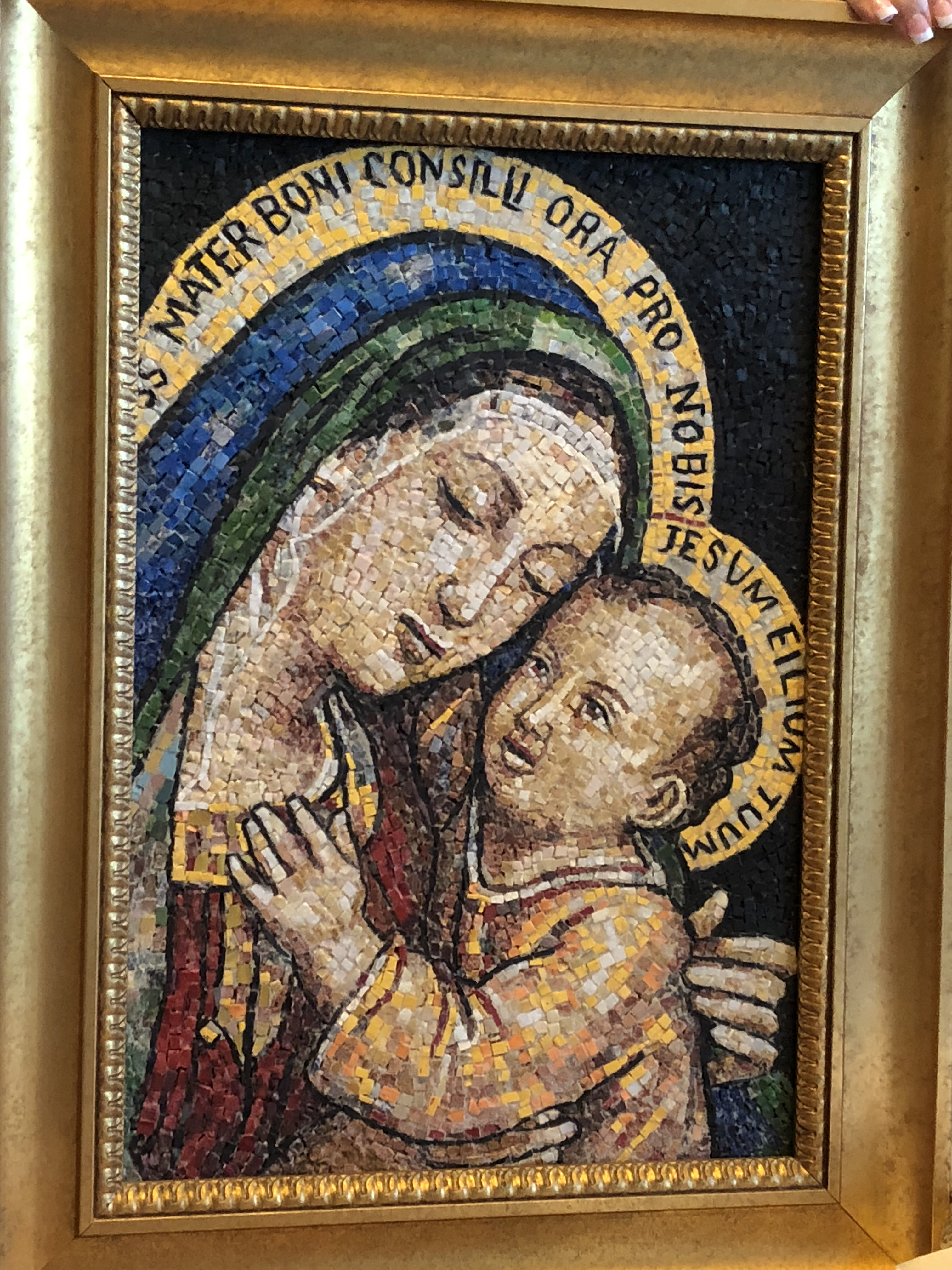
Madonna di Buon Consiglio mozaika autorstwa Nunzio Monticelli, XX wiek.

## Biały szkaplerz
Mały Szkaplerz Matki Bożej Dobrej Rady (tzw. Biały Szkaplerz) został przedstawiony przez Augustianów papieżowi Leonowi XIII, który w grudniu 1893 dekretem Kongregacji ds. Obrzędów zatwierdził go i obdarzył odpustami.
Na przednim płatku szkaplerza, wykonanego z białej wełny, naszyty jest wizerunek Matki Bożej Dobrej Rady, z napisem „Mater boni consilii [ora pro nobis]”. Na drugim znajduje się herb papieski (tiara i „klucze św. Piotra”), ze słowami Leona XIII: „Fili acquce consiliis ejus” (Dziecko, słuchaj jej rad).

## Patronat
Istnieje wiele parafii i kościołów pod wezwaniem Matki Bożej Dobrej Rady, m.in. w Krakowie-Prokocimu, Trawnikach, Sulistrowiczkach, Wólce Mińskiej, Warszawie, Stargardzie, Surrey w Kanadzie. Matka Boża Dobrej Rady jest patronką Sióstr Misjonarek św. Piotra Clavera.